# Longitarsus kopdagiensis
Longitarsus kopdagiensis es un coleóptero de la familia Chrysomelidae. Fue descrita científicamente en 1998 por Gruev & Aslan.